# Bezirk Kandava
Der Bezirk Kandava (Kandavas novads) war ein Bezirk im Westen Lettlands in der historischen Landschaft Kurzeme, der in seiner letzten Form von 2009 bis 2021 existierte. Bei der Verwaltungsreform 2021 wurde der Bezirk aufgelöst, seine Gemeinden gehören seitdem zum Bezirk Tukums.

## Geographie
Durch das Gebiet fließt die Abava.

## Bevölkerung
Der Bezirk bestand aus den sieben Gemeinden (pagasts) Cēre, Kandava Land, Matkule, Vāne, Zante, Zemīte und dem Verwaltungszentrum Kandava Stadt. 7559 Einwohner lebten 2020 im Bezirk Kandava.

## Sehenswürdigkeiten
- Aizdzire (Gemeinde Kandava Land): Herrenhaus Adsim aus dem 18. Jahrhundert
- Aizupe (Gemeinde Vāne): Herrenhaus Ahsuppen, 1823 im klassizistischen Stil erbaut
- Cēre: Herrenhaus Zehren, 1860 errichtet
- Kalnmuiža (Gemeinde Kandava Land): Herrenhaus Hohenberg aus dem 19. Jahrhundert
- Rūmene (Gemeinde Kandava Land): Herrenhaus des Rittergutes Ruhmen (lettisch: Rūmenes muižas kungu māja, kurz: Rūmenes muiža),[3] 1876 im neugotischen Stil nach Entwürfen des Architekten Theodor Seiler erbaut, mit einem nach Plänen von Georg Kuphaldt gestalteten Landschaftspark (4 Kilometer nordwestlich von Kandava)
- Valdeķi (Gemeinde Kandava Land): Herrenhaus Waldeck, 1882 errichtet
- Vāne: Lutherische Kirche von 1663 und Herrenhaus Wahnen aus dem 19. Jahrhundert
- Zemīte: Lutherische Kirche aus dem 16. Jahrhundert und Herrenhaus Samiten aus der Mitte des 19. Jahrhunderts

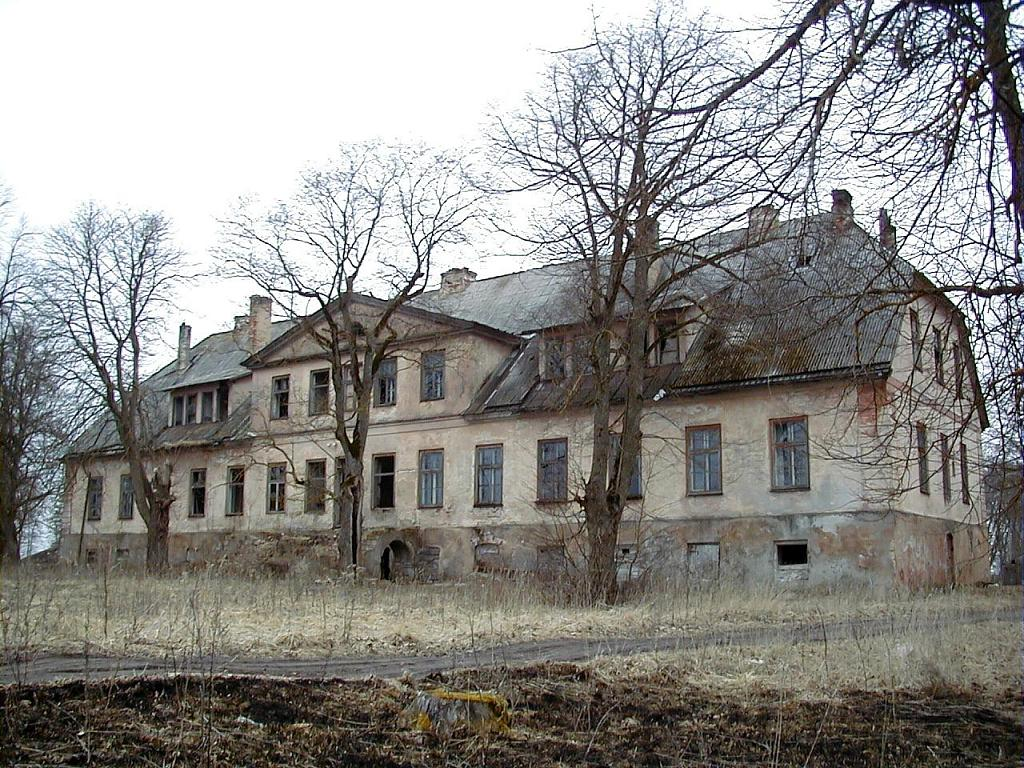
Aizdzire: Herrenhaus Adsim
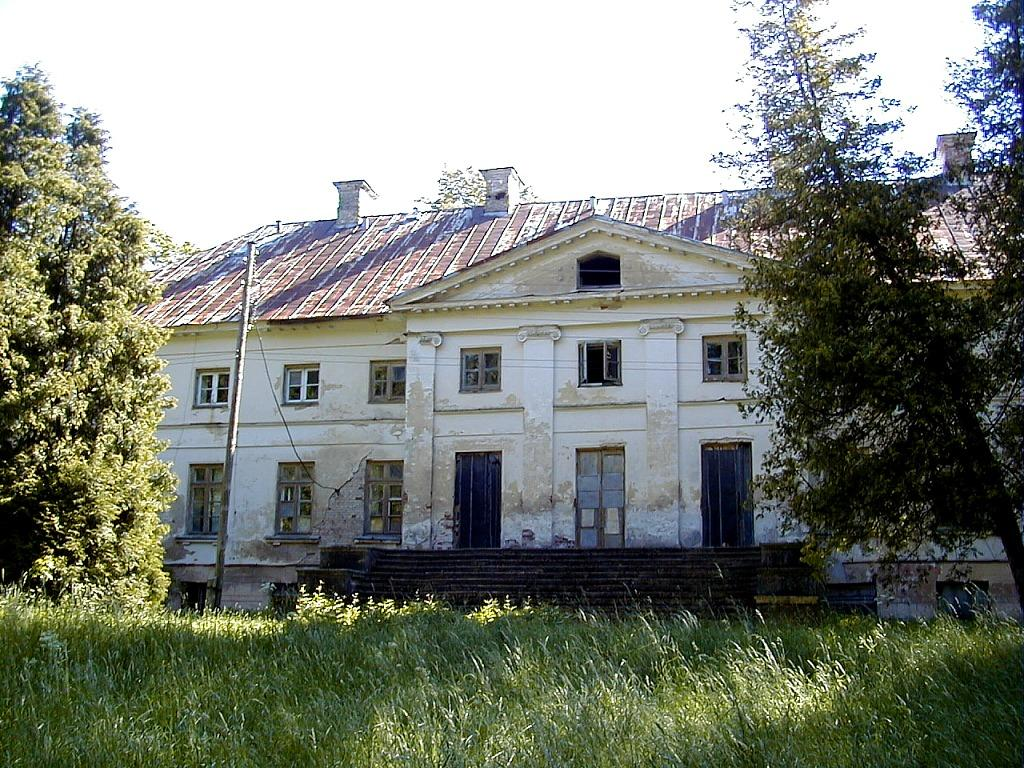
Aizupes: Herrenhaus Ahsuppen
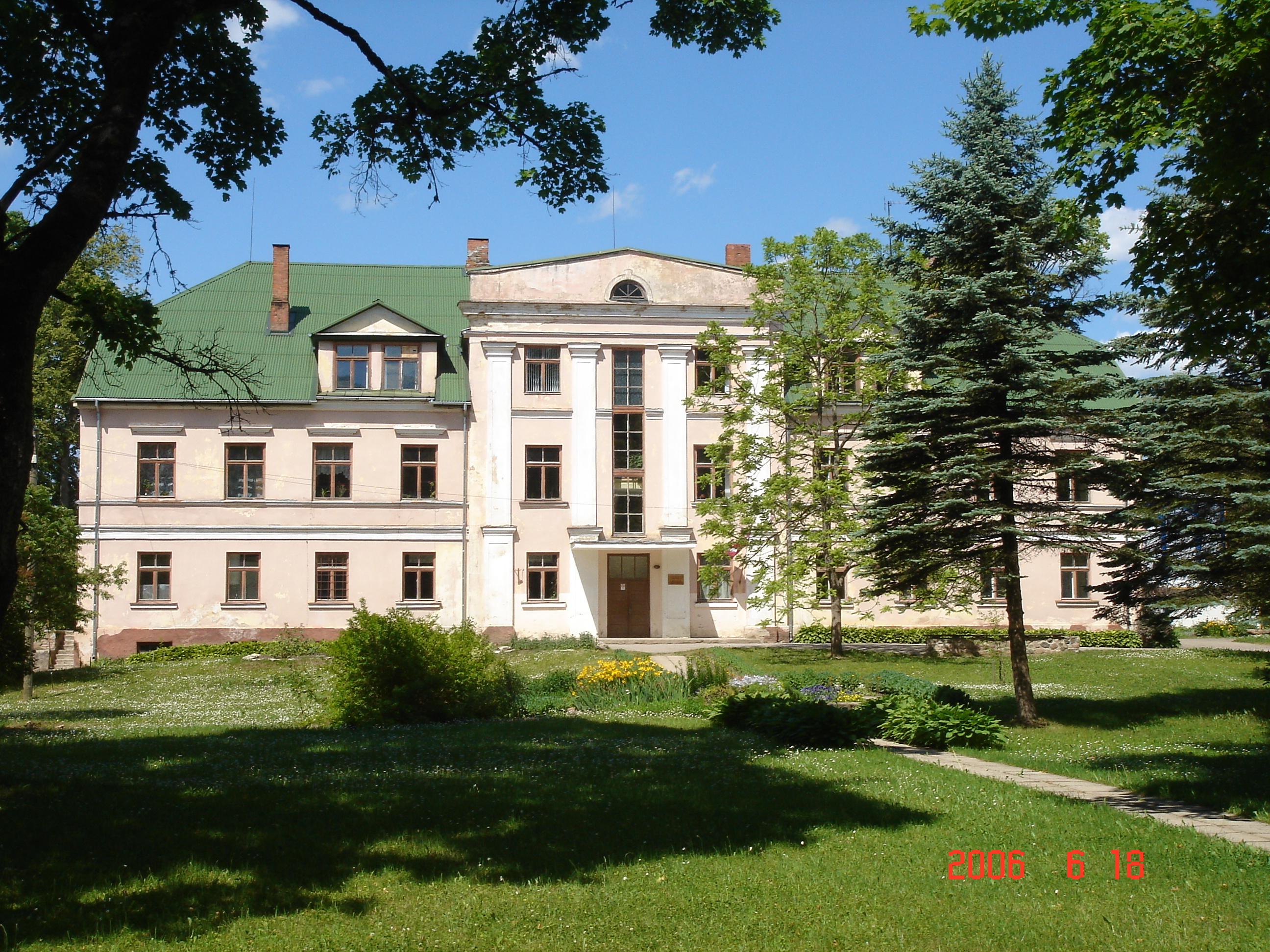
Cēre: Herrenhaus Zehren
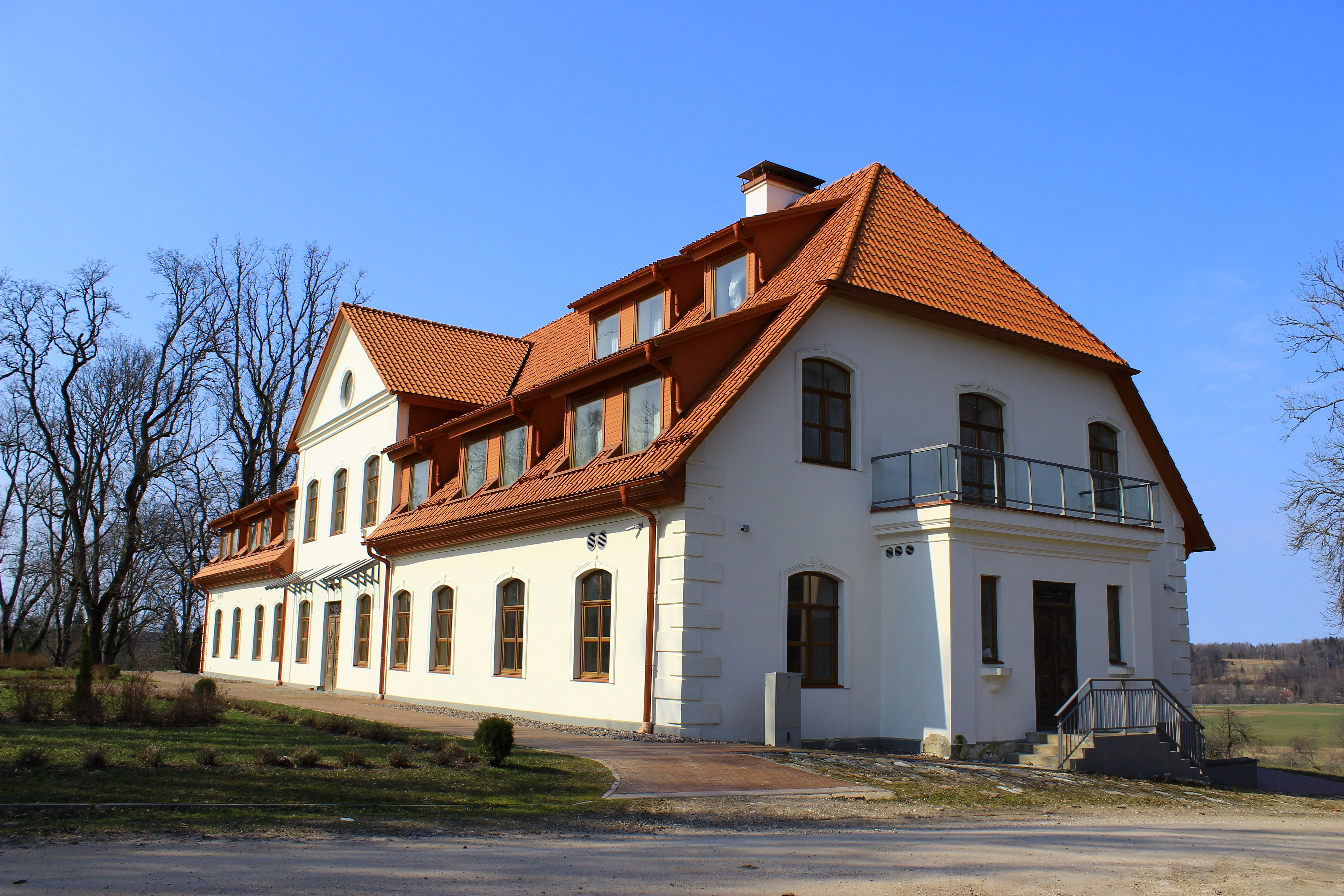
Kalnmuiža: Herrenhaus Hohenberg
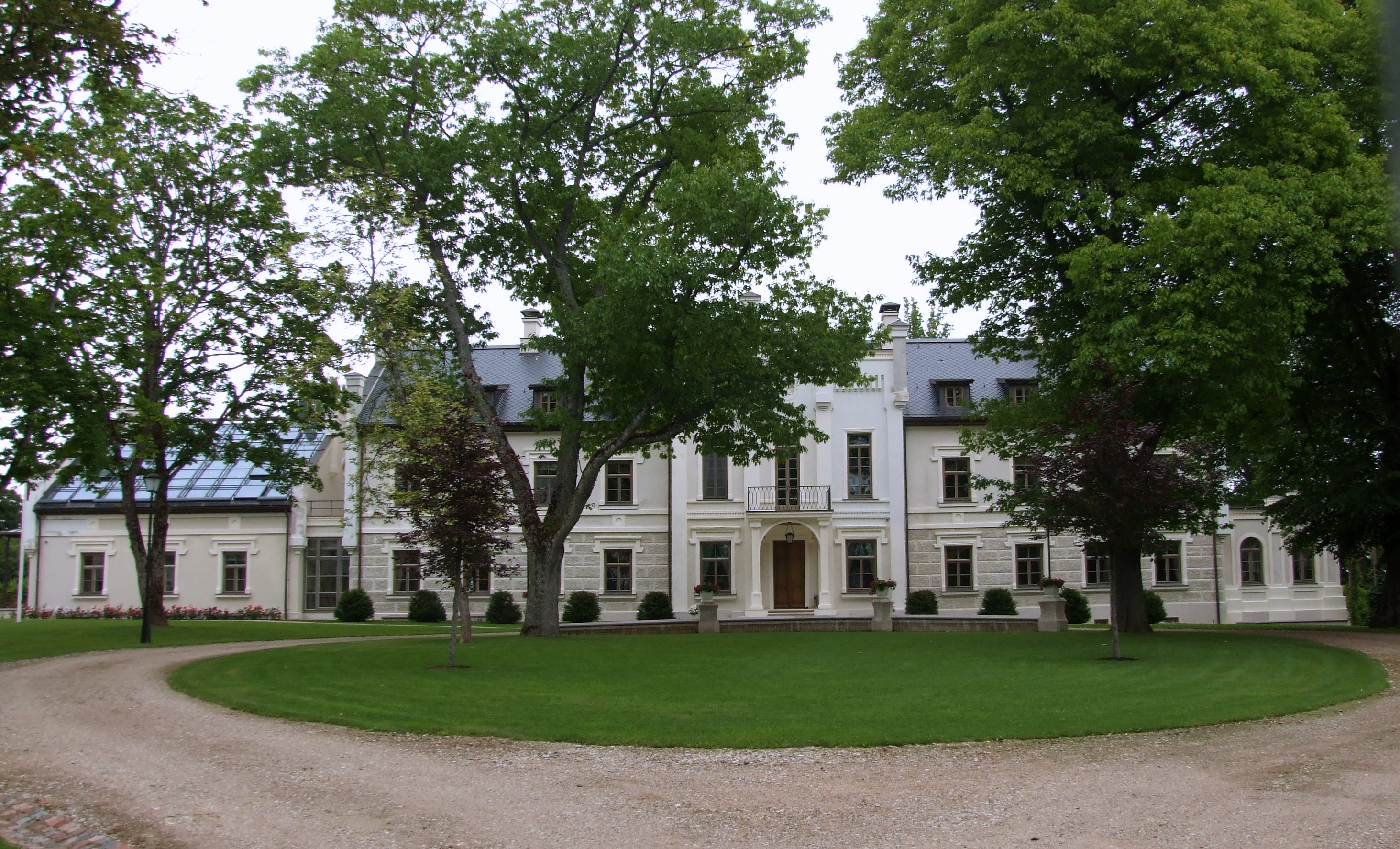
Rūmene: Herrenhaus Ruhmen
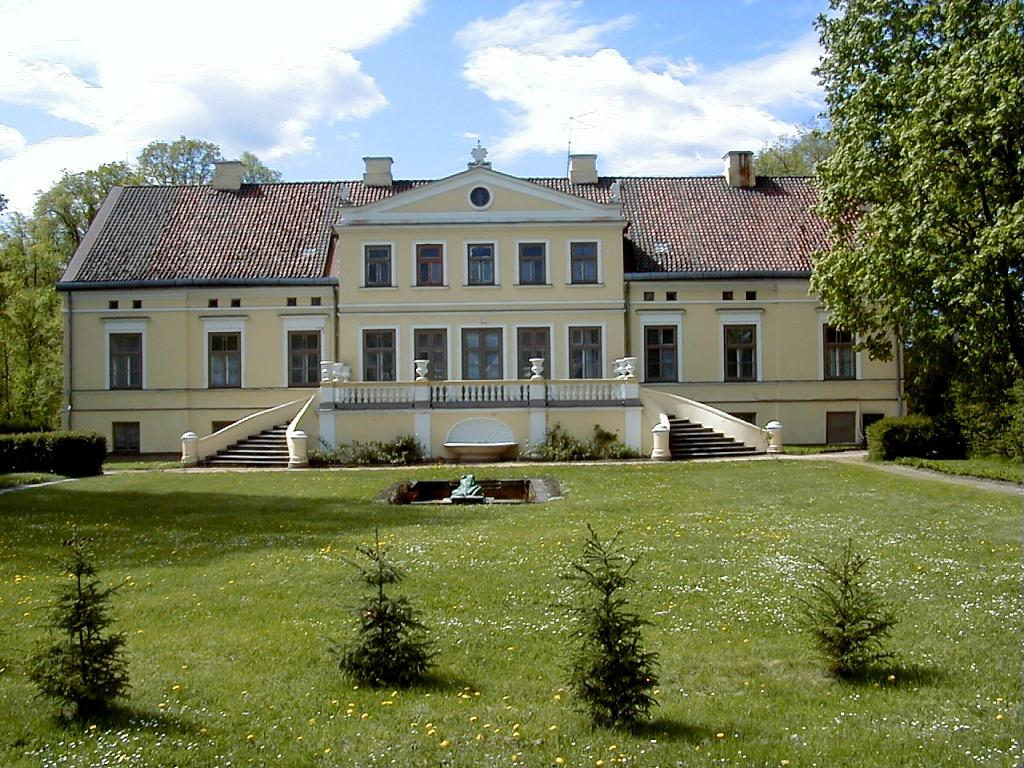
Valdeķi: Herrenhaus Waldeck
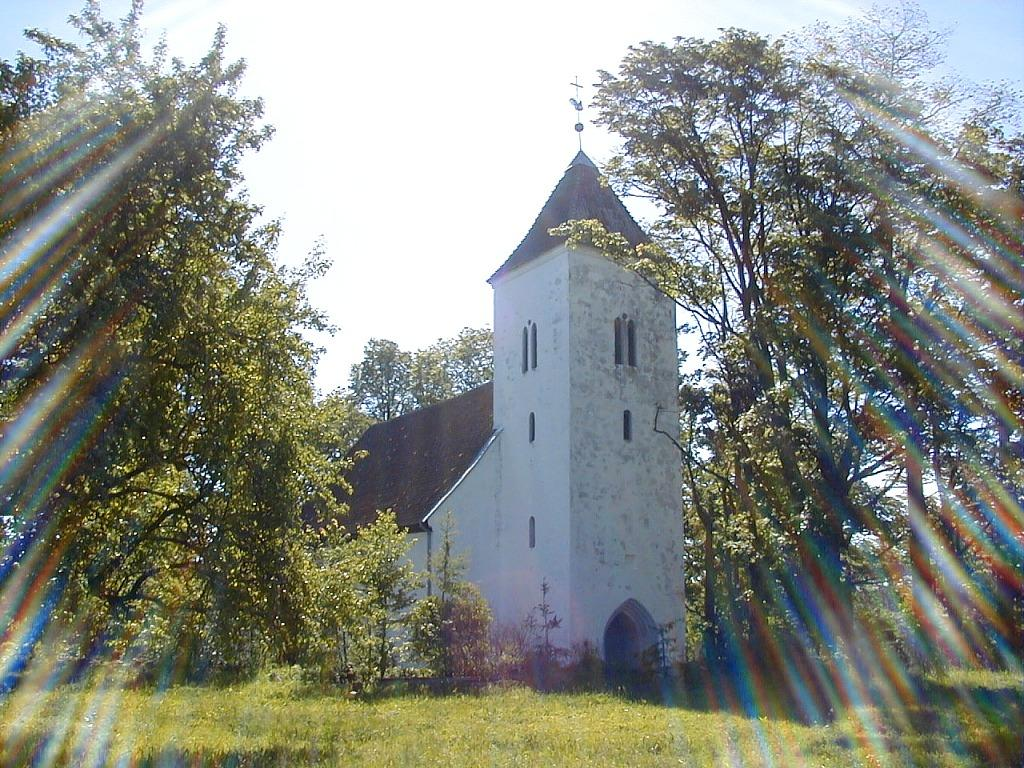
Vāne: Lutherische Kirche
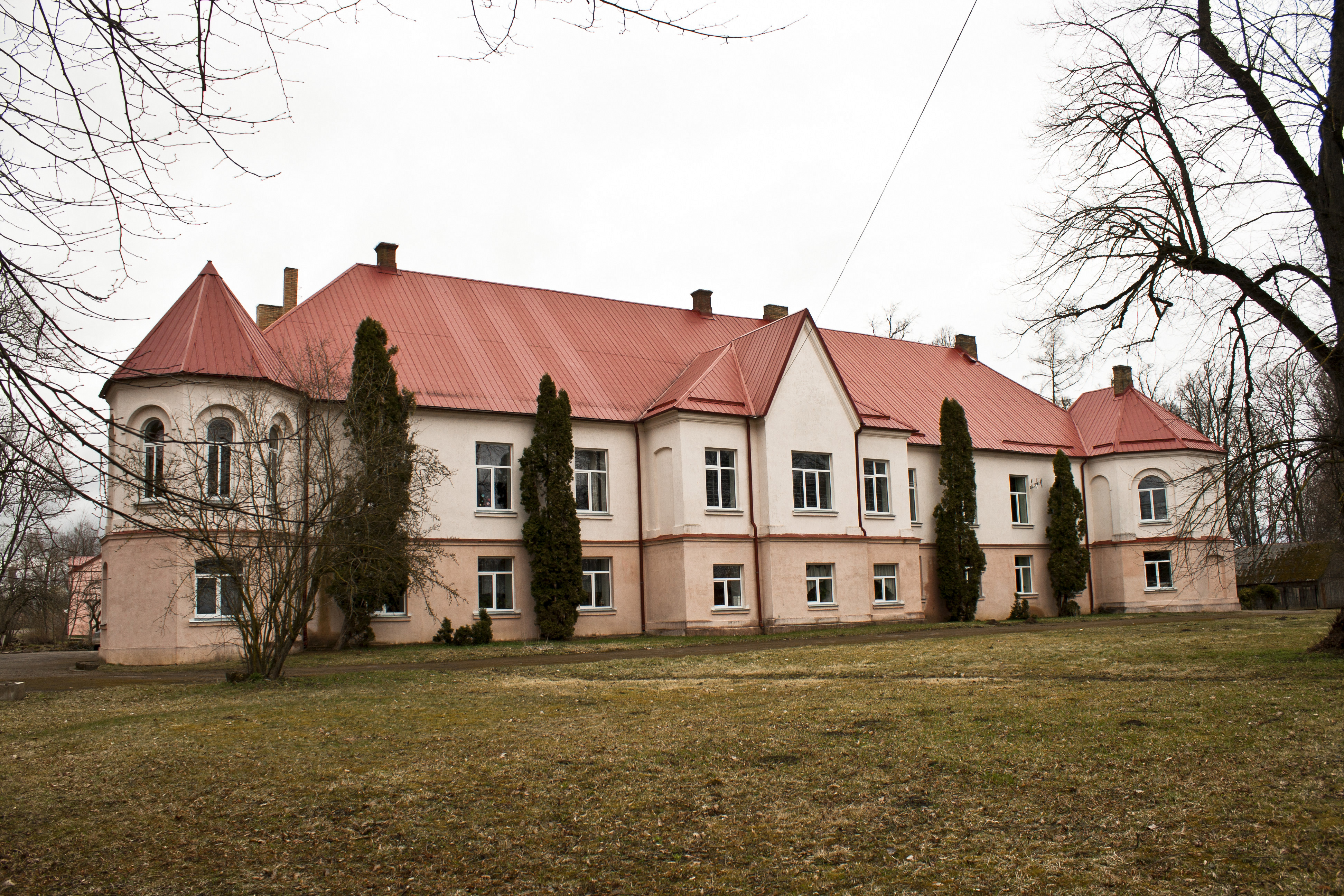
Vāne: Herrenhaus Wahnen
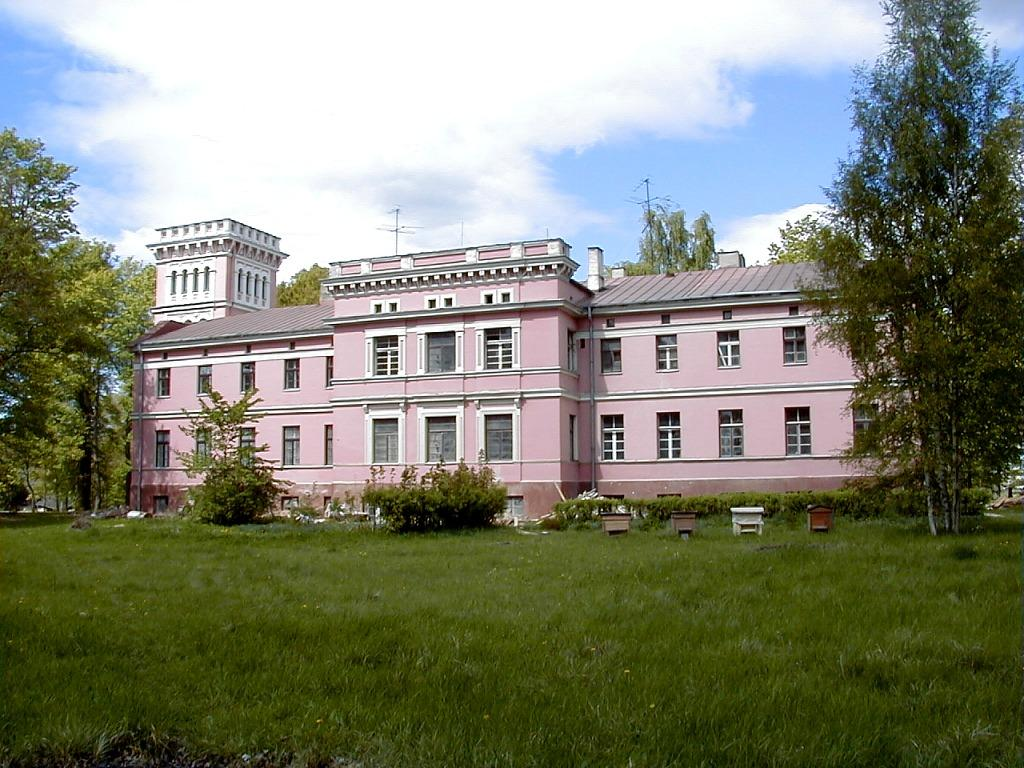
Zemīte: Herrenhaus Samiten
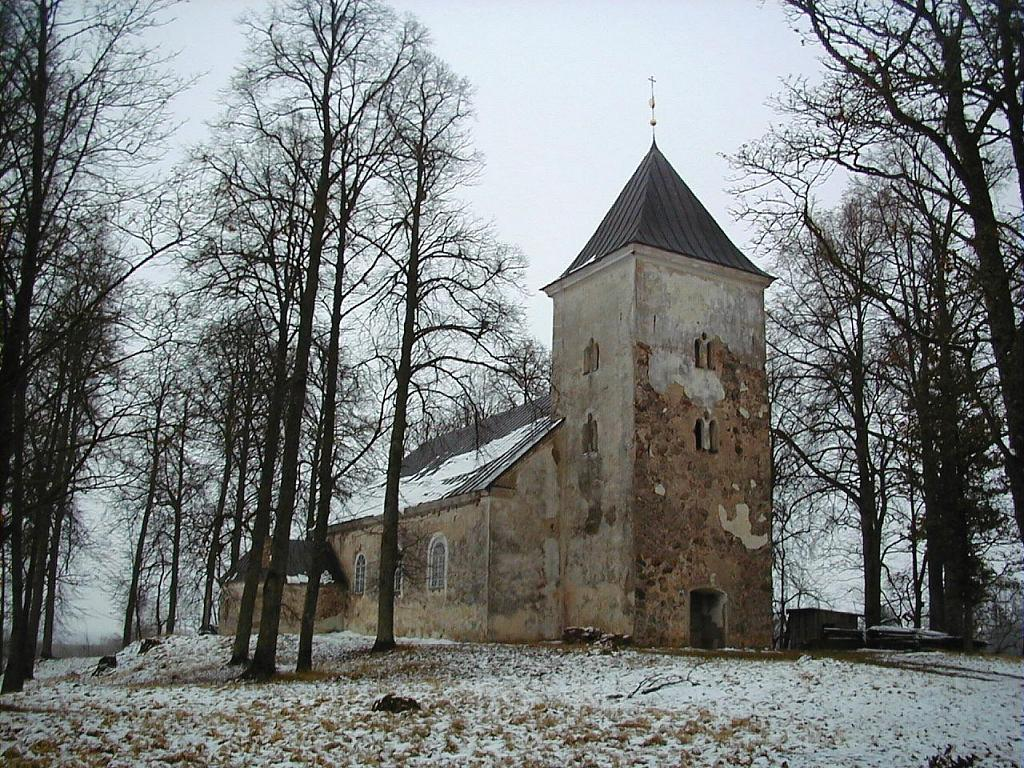
Zemīte: Lutherische Kirche

## Nachweise
1. ↑  Vides aizsardzības un reģionālās attīstības ministrija (Ministerium für Naturschutz und Regionalentwicklung), Karten und Auflistung der Verwaltungseinheiten, abgerufen am 17. Juli 2021
2. ↑  Bevölkerung der Regionen, Städte und Bezirke Centrālā statistikas pārvalde (Statistisches Amt der Republik Lettland), abgerufen am 9. April 2021.
3. ↑  Art. Muižas. In: Filips Birzulis, Kristīne Komarovska: The Latvian ABC. Latvijas institūts, Riga 2020, S. 39–40, hier S. 39.